# Jean-Michel Lucenay

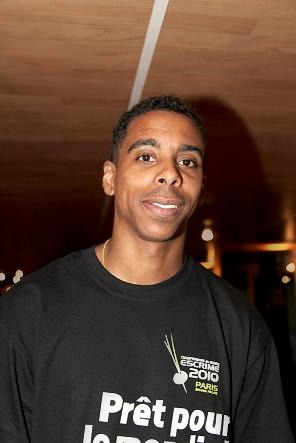
Jean-Michel Lucenay (2010)

Jean-Michel Lucenay (* 25. April 1978 in Fort-de-France, Martinique) ist ein französischer Degenfechter, Olympiasieger und vierfacher Weltmeister.

## Erfolge
2002 wurde Jean-Michel Lucenay in Lissabon Mannschaftsweltmeister, 2003 wurde er in Bourges Mannschaftseuropameister. Im Jahr 2008 nahm Lucenay als Ersatzfechter an den Olympischen Spielen in Peking teil, wo er aber ohne Einsatz blieb. Bei der Europameisterschaft in Kiew gewann er Gold mit der Mannschaft und Bronze im Degen-Einzel hinter Géza Imre und dem deutschen Fechter Martin Schmitt. 2009 wurde er in Antalya Mannschaftsweltmeister. 2010 wurde er in Leipzig Einzeleuropameister, in Paris Mannschaftsweltmeister und erreichte dort auch Bronze im Degen-Einzel hinter Nikolai Novosjolov und Gauthier Grumier. 2011 wurde er erneut Mannschaftsweltmeister in Catania. 2012 gewann Lucenay die französische Einzel-Meisterschaft und erfocht bei den Weltmeisterschaften in Kiew Silber mit der Degen-Mannschaft, nur besiegt durch das USA-Team. 2014 errang er bei der Europameisterschaft in Straßburg Bronze im Einzel. 2016 wurde er in Rio de Janeiro Olympiasieger mit der Mannschaft.
Für seinen Olympiasieg erhielt er Ende 2016 das Ritterkreuz der Ehrenlegion.